# Save the Children
Save the Children Fund, mais conhecida como Save the Children (International Save the Children Alliance) é uma organização não governamental de defesa dos direitos da criança no mundo, ativa desde 1919, dedicando-se tanto a prestar ajuda humanitária de urgência como ao desenvolvimento de longo prazo, através do apadrinhamento de crianças.
O apadrinhamento humanitário consiste em prover as necessidades da criança, permitindo que continue no seu meio familiar, sua cultura e seu país.

## História
A primeira associação Save the Children foi criada em Londres, em maio de 1919, por Eglantyne Jebb e sua irmã Dorothy Buxton. Chocadas diante das consequências da Primeira Guerra Mundial e da Revolução Russa, ambas decidiram criar uma poderosa organização internacional com ramificações nos lugares mais remotos do planeta, voltada à melhoria das condições de vida das crianças.
No ano seguinte, foi fundada a união internacional, que se colocou na vanguarda da luta pelos direitos da infância no mundo ao elaborar a Declaração Universal dos Direitos da Criança, adotada pela Sociedade das Nações, em 1924, que foi a base da Convenção Internacional sobre os Direitos da Criança de 1989, ratificada pela Assembleia Geral da ONU.
Durante a Grande Depressão e a Segunda Guerra Mundial, Save the Children continuou suas atividades, particularmente graças às organizações dos países neutros.
A Aliança Internacional será formalmente criada em junho de 1989, cinco meses antes da adoção da Convenção das Nações Unidas para a Infância, na qual se baseiam todas as ações de  Save the Children. Desde o início da primavera Árabe, a ONG contratou parentes de líderes políticos globais como a esposa de David Cameron e premiou o Tony Blair.

## Estrutura
A secretaria da organização, em Londres, lidera e coordena os 28 escritórios nacionais participantes da Aliança Internacional Save the Children - uma rede global de organizações sem fins lucrativos que atua em mais de 120 países. Cada um deles trabalha em favor das crianças do seu país mas também em escala internacional.
Em Nova Iorque, Genebra e Bruxelas, Save the Children dispõe de escritórios "políticos" voltados ao trabalho de influência e articulação institucional, voltado sobretudo às Nações Unidas e a União Europeia.